# Quattro Giornate (metropolitana di Napoli)
Quattro Giornate è una stazione della linea 1 della metropolitana di Napoli.

## Storia
I lavori ebbero inizio nel 1996 e la stazione venne inaugurata il 14 aprile 2001. La realizzazione della stazione ha comportato un investimento complessivo di circa 39,7 milioni di euro.
Fino a settembre 2003 la sua denominazione era "Cilea", ma su richiesta del sindaco Rosa Russo Jervolino è stata poi rinominata in onore della memoria degli eroi caduti durante la lotta per la liberazione di Napoli dall'occupazione nazista, tenendo anche conto che le uscite della stazione sono ubicate nella omonima piazza.

## Strutture e impianti
Dopo la realizzazione delle strutture, l'architetto Domenico Orlacchio ha provveduto alla progettazione architettonica delle finiture nel 1999. Le strutture furono progettate e realizzate da una ditta di prefabbricati in c.a.p. di Casoria (NA) modificando il progetto originario della Metropolitana Milanese con l'adozione di elementi prefabbricati. È l'unica stazione della linea 1 dove i due binari e le relative banchine sono su due livelli diversi, in quanto il collegamento con la successiva stazione Vanvitelli è composto da due gallerie con il raggio delle curve molto stretto (le gallerie sono infatti a doppia canna, una per senso di marcia).
La stazione occupa una superficie di 4 211 m², con un'area di intervento pari a 7 300 m². Presenta una pendenza del 4,9% e dispone di 15 impianti e 2 uscite.
All'interno della stazione si trovano installazioni che ricordano gli avvenimenti avvenuti nelle quattro giornate di Napoli attraverso bassorilievi e tele di Nino Longobardi, le Donne combattenti di Marisa Albanese e le Sequenze di guerra e di caccia di Sergio Fermariello. Sono presenti inoltre i pannelli di Betty Bee, Maurizio Cannavacciuolo, Baldo Diodato, Umberto Manzo e Anna Sargenti che trattano di tematiche universali. Fa parte del circuito delle stazioni dell'arte. L'architetto Orlacchio ha realizzato anche un'opera di recupero e di riqualificazione nell'area attorno alla stazione e allo stadio Arturo Collana realizzando dei giardinetti, dove sono poste installazioni di Renato Barisani e Lydia Cottone.
Da segnalare che la stazione sarebbe dovuta divenire nodo d'interscambio con la ferrovia Circumflegrea tramite la costruzione della stazione Cilea in via Fracanzano, collegata alla linea 1 tramite un corridoio sotterraneo. Il progetto fu approvato nel 2003 ma i lavori non hanno mai avuto inizio e tutt'oggi l'opera risulta accantonata.

## Servizi
La stazione dispone di:
- Biglietteria automatica

## Interscambi
- Fermata autobus

## Galleria d'immagini

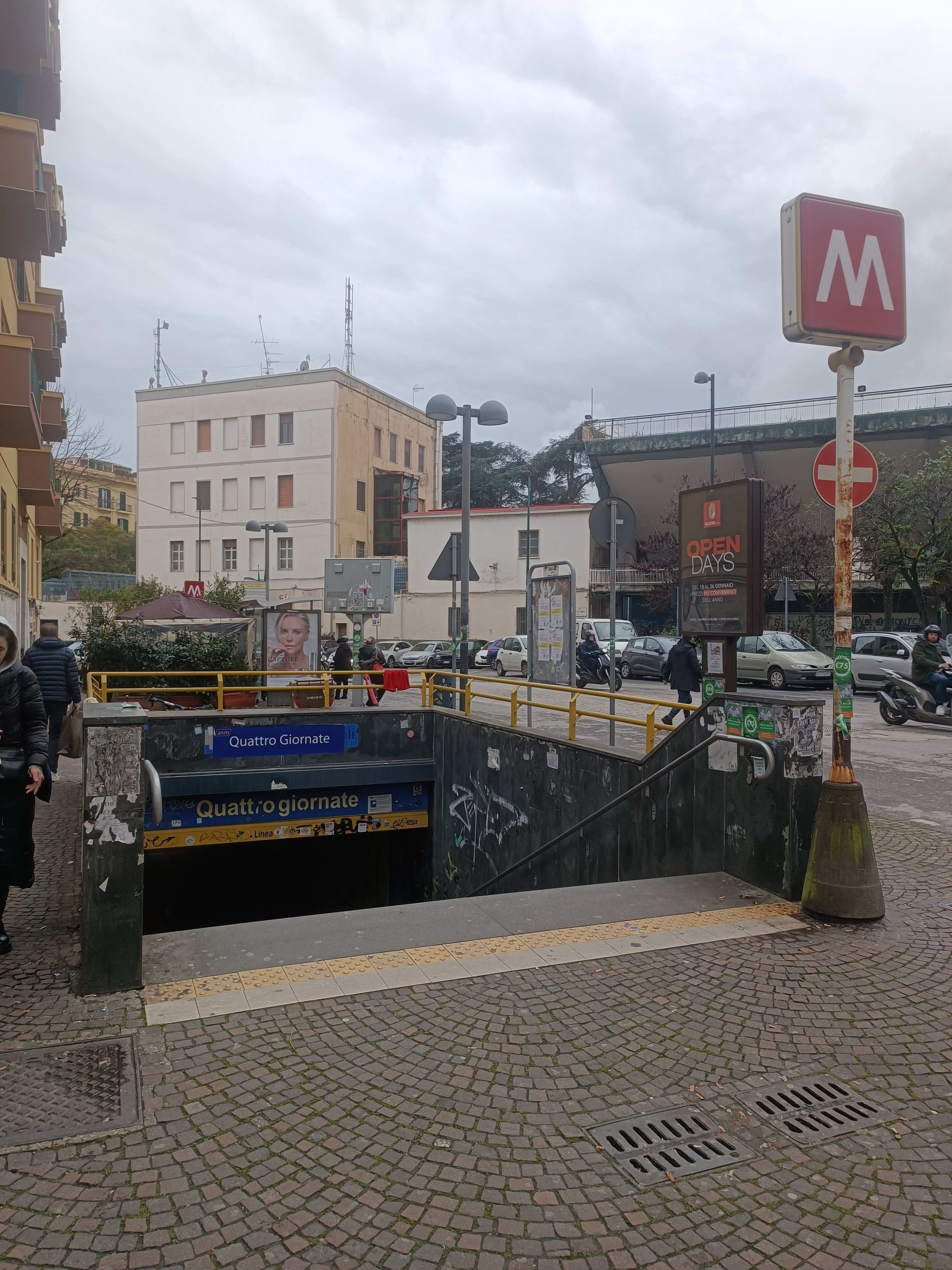
L'ingresso su piazza Quattro Giornate
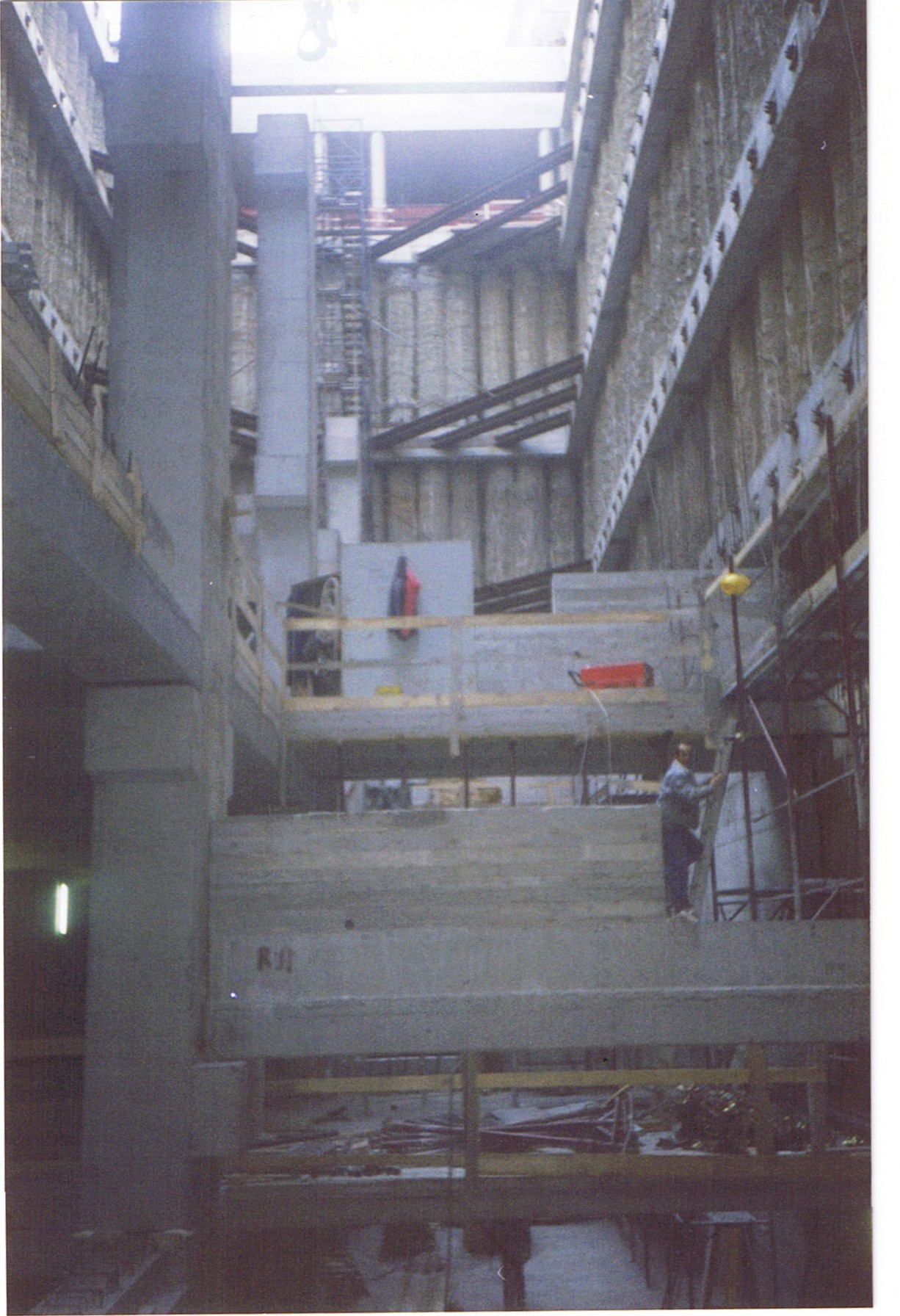
Scorcio del cantiere sotterraneo
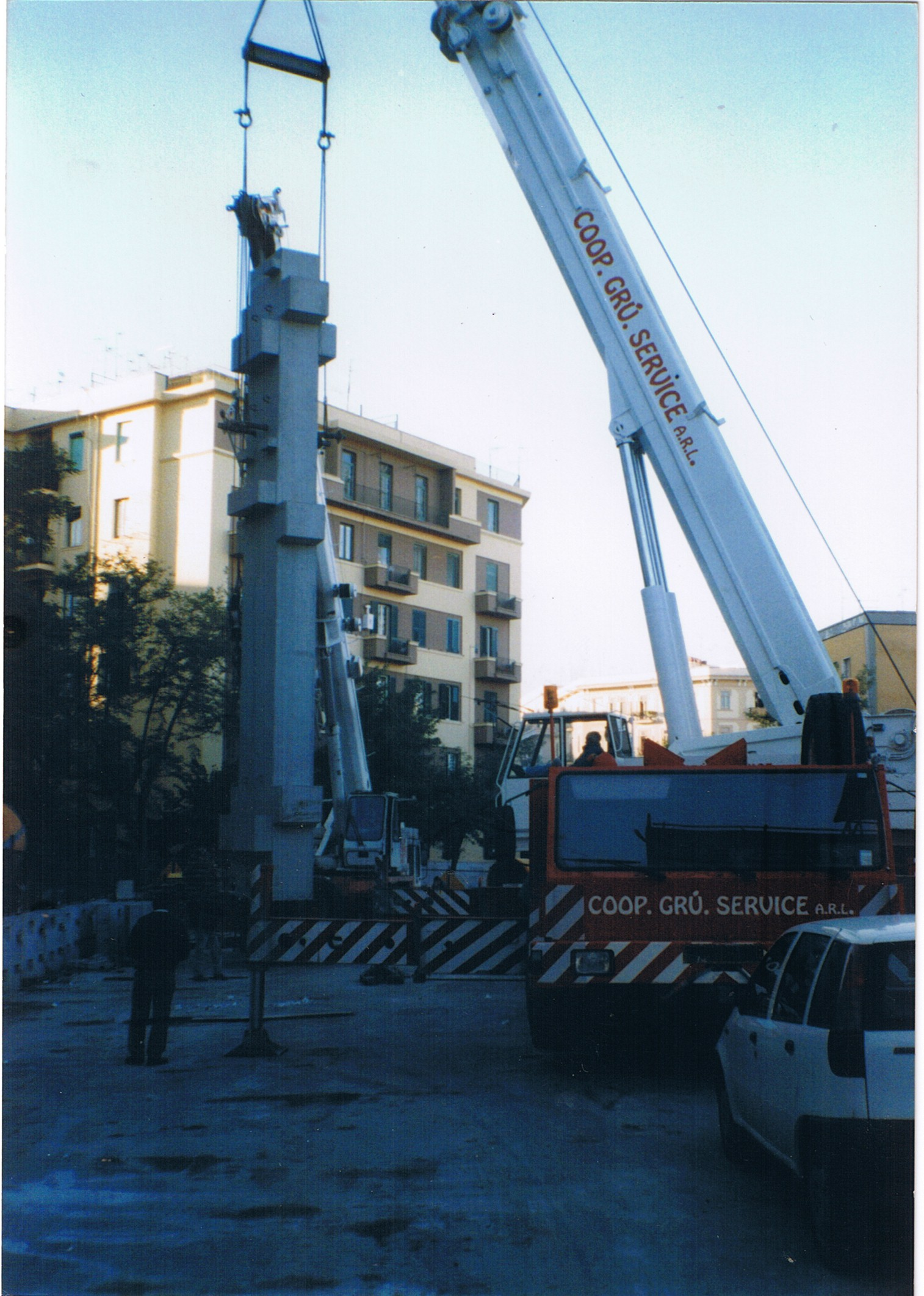
Scorcio del cantiere in superficie